# Jo Morrow
Beverly Jo Morrow (* 1. November 1939 in Cuero, Texas) ist eine US-amerikanische Film- und Theaterschauspielerin.

## Biografie
Jo Morrow, geboren in Texas, wuchs im kalifornischen San Diego auf, wo ihr Vater in einer Flugzeugfabrik Arbeit gefunden hatte. 1958, im Alter von 19 Jahren, nahm sie auf Anraten ihrer Mutter an einer Casting-Show teil, die sie überraschend gewann. Der Hauptgewinn, ein Filmvertrag bei 20th Century Fox, machte sie über Nacht bekannt.
Ihr Filmdebüt war das 1958 produzierte Filmdrama Ten North Frederick von Philip Dunne, wenngleich Morrow nur in einer Nebenrolle zu sehen war. Doch der Erfolg währte nur kurz. Etwa zwei Jahre konnte sie sich mit Filmangeboten finanziell behaupten; Bekannt machte sie 1960 der Fantasyfilm Herr der drei Welten.
Ab diesem Zeitpunkt musste sich Morrow fast ausschließlich mit Rollen in Fernsehserien begnügen. So stand sie in Serien wie Perry Mason, Maverick oder Kobra, übernehmen Sie vor der Kamera.
1964 erlitt Morrow einen harten Schicksalsschlag, als ihre Tochter taub geboren wurde. Der Vater des Kindes hatte sie kurz zuvor verlassen. Die Behinderung ihres Kindes war ein Grund, weshalb sich Morrow zunächst teilweise und ab 1976 vollends aus der Schauspielerei zurückzog.
Jo Morrow lebt heute zurückgezogen in Medford, im US-Bundesstaat Oregon, und steht gelegentlich als Schauspielerin auf Theaterbühnen.

## Sonstiges
1959, bei den Dreharbeiten zu Our Man in Havana lernte sie Fidel Castro kennen, der, so versicherte sie der britischen Tageszeitung Daily Mirror, die Nummer ihres Hotelzimmers erfahren wollte. Castro wollte ihr Blumen aufs Zimmer schicken, allerdings kamen diese nie bei der Empfängerin an.

## Filmografie (Auswahl)
- 1959: April entdeckt die Männer (Gidget)
- 1959: Juke Box Rhythm
- 1959: Keine Gnade für Tom Dooley (The Legend of Tom Dooley)
- 1960: Das unheimliche Erbe (13 Ghosts)
- 1960: Herr der drei Welten (The Three Worlds of Gulliver)
- 1960: Unser Mann in Havanna (Our Man in Havana)
- 1962: Die Geiseln müssen sterben (Brushfire)
- 1963: Sonntag in New York (Sunday in New York)
- 1964: Die Revolverhand (He Rides Tall)
- 1971: Kobra, übernehmen Sie (Mission: Impossible, Folge 127: The Merchant)
- 1972: Doctor Death: Seeker of Souls
- 1973: Terminal Island